# Bretea Mureșană, Hunedoara
Bretea Mureșană este un sat în comuna Ilia din județul Hunedoara, Transilvania, România. Situată la 23 km vest de municipiul Deva, pe malul drept al Mureșului.

## Demografie
Populația: 703 locuitori (2002).

## Istoric

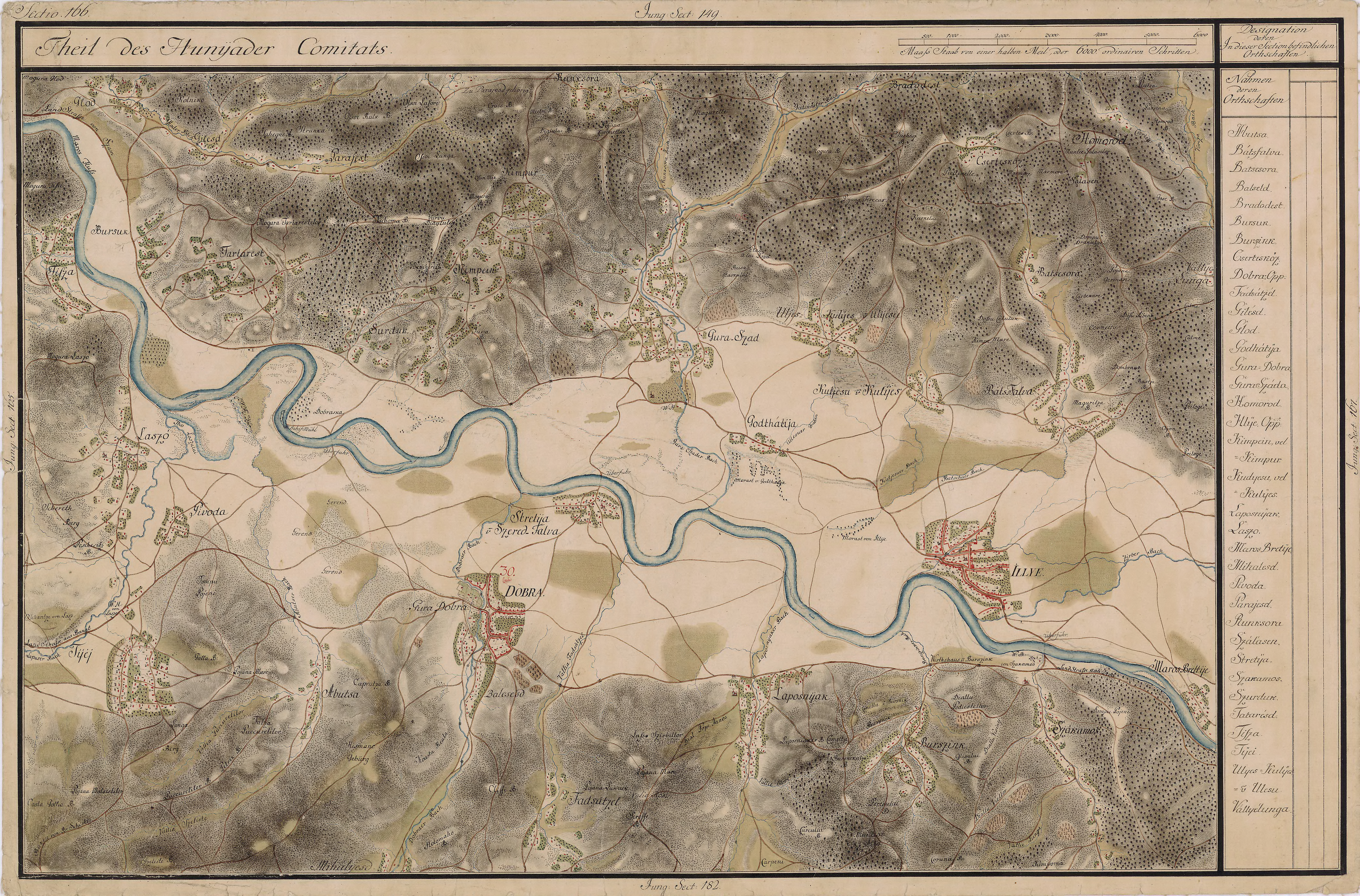
Bretea Mureșeană în Harta Iosefină a Transilvaniei, 1769-1773

- La nord de sat se află înălțimea "Măgura Sârbilor", în acest loc au fost descoperite numeroase vestigii arheologice. În urma investigațiilor, s-au descoperit două straturi culturale, unul aparținând perioadei culturii Coțofeni (faza a III a)  și unul de Latenul dacic. Din cea de a doua perioadă s-au descoperit numeroase fragmente ceramice, precum și un vas de mare capacitate care se află expus la Muzeul Civilizației Dacice și Romane din Deva.
- Pe vârful “Măgura”, pe un promontoriu izolat, situat între Bretea Mureșană si Brănișca, s-a descoperit o așezare dacică fortificată natural (sec. I î.C. – I d.C.).
- Satul a fost atestat documentar în anul 1453 sub forma "possesio Brettye" iar în anul 1750 sub forma de Bretye. La 1760 localitatea apare sub denumirea Maroș-Bretye, în 1854 Maroș-Brettye. Între anii 1292-1575 a aparținut familiei Akoș, fiind parte din domeniul Ilia. În anul 1575 domeniul Ilia trece in proprietatea familiei Bethlen până în anul 1630. Apoi acesta trece în proprietatea mai multor familii de nobili unguri, Rakoți, Apafi, principelui Thokoly Emeric. După moartea principelui domeniu trece in proprietatea  surorii acestuia Katalina care se mărită cu Baronul Bornemisa și rămâne în posesia acestei familii până înanul 1918 cand moșia este expropiată de statul român.
- Într-o situație întocmita în anul 1774 se arată că alături de agricultură și creșterea animalelor, locuitorii satului se mai ocupau cu plutaritul și transportul sării pe Mureș, aceștia se numeau corăbieri.
- Țăranii din Bretea Mureșană sunt participanți la răscoala din 1784 conduși de Popa Zaharia, Marian Crișan și Onu Ardelean. După înăbușirea răscoalei cei trei conducători au fost condamnați pentru omor și pradă la supliciul roții, pedeapsă ce apoi a fost redusă la zece ani carceră în lanțuri.
- În Primul Război Mondial satul a pierdut 36 de fii iar în al Doilea Război Mondial 23, căzuți pe câmpurile de luptă.

## Date economice
- Principala ocupație a locuitorilor satului este agricultura și creșterea animalelor.
- Pe teritoriul satului se găsește o exploatare de bazalt. Exploatarea bazaltului sub o forma industrială a început în anul 1932, continuâd neîntrerupt până astăzi. În prezent exploatarea și prelucrarea rocii se face cu o tehnologie modernă, produsul finit fiind folosit la fabricarea covorului asfaltic.
- In localitate funcționează 11 firme, profilate pe diverse domenii de activitate, construcții, materiale de construcții, comerț, agricultura.

## Lăcașuri de cult
- Biserică din lemn (monument istoric), din secolul al XVII-lea (1665), situată în cimitirul satului. Renovată și adusă la forma inițială în anul 2000.
- Biserica Ortodoxă construită în anul 1869, situată în centrul satului.
- Capela catolică care a aparținut familiei de nemeși maghiari Nagy, situată în parc.

## Tradiții
Renumit prin obiceiurile populare din preajma Craciunului (repertoriu bogat de colinzi).

## Personalități
- Prof.dr. Dragan, A. Ioan (1923–2002), psiholog
- Prof. Olaru, Octavian (n. 1931), sculptor
- Dr. Sonoc, Alexandru (n. 1973), istoric

## Imagini

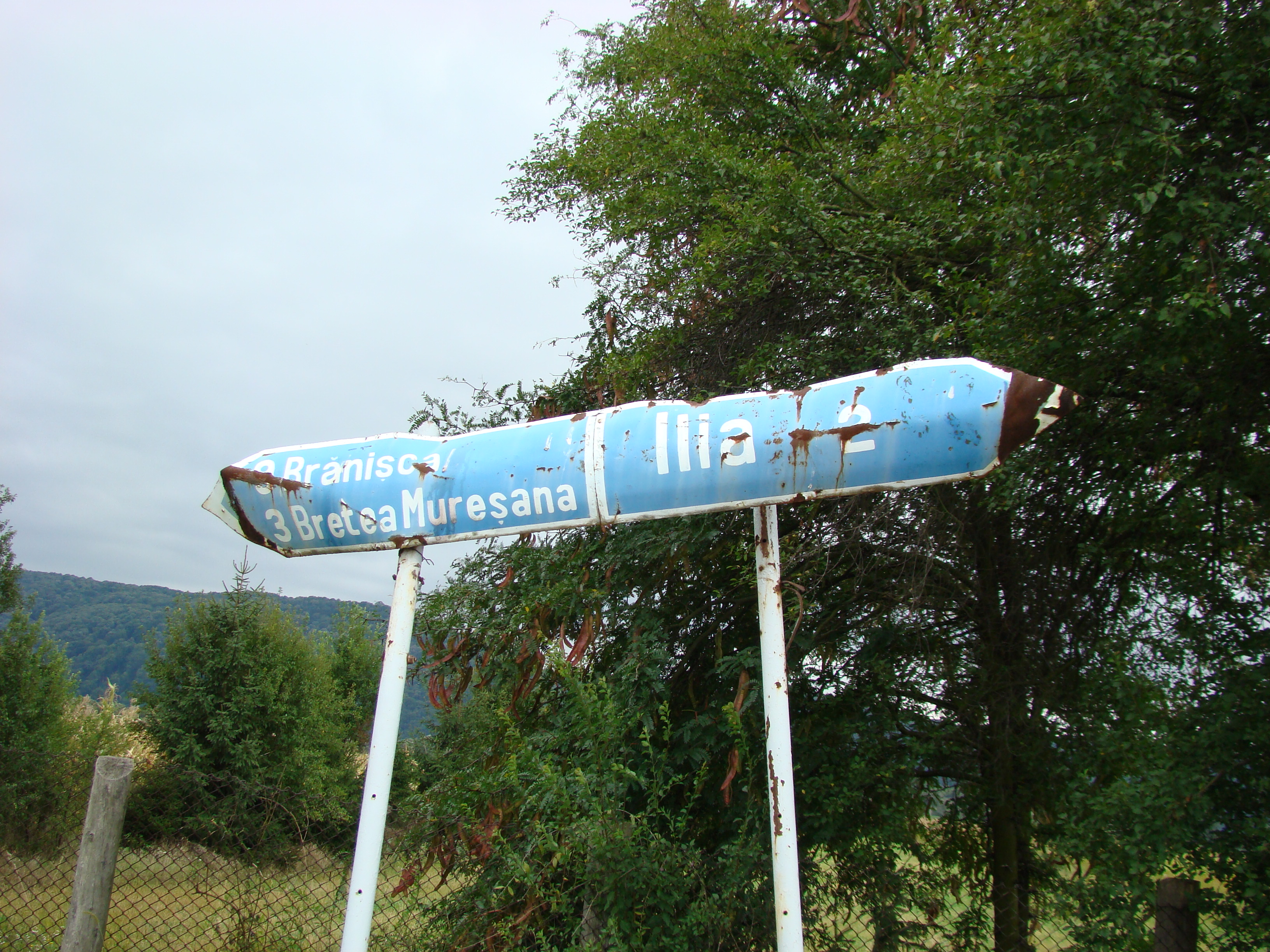
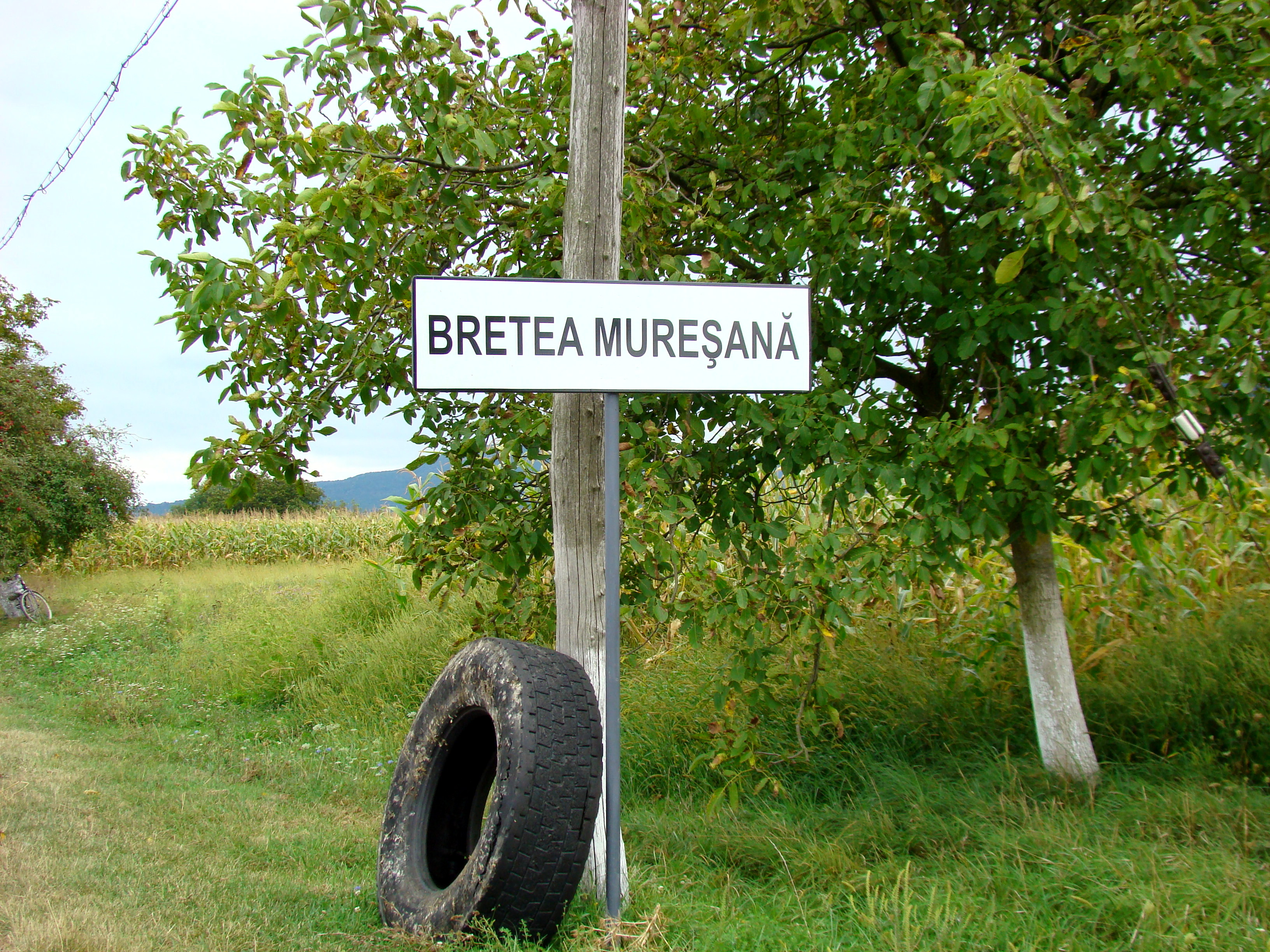
Intrarea în localitate
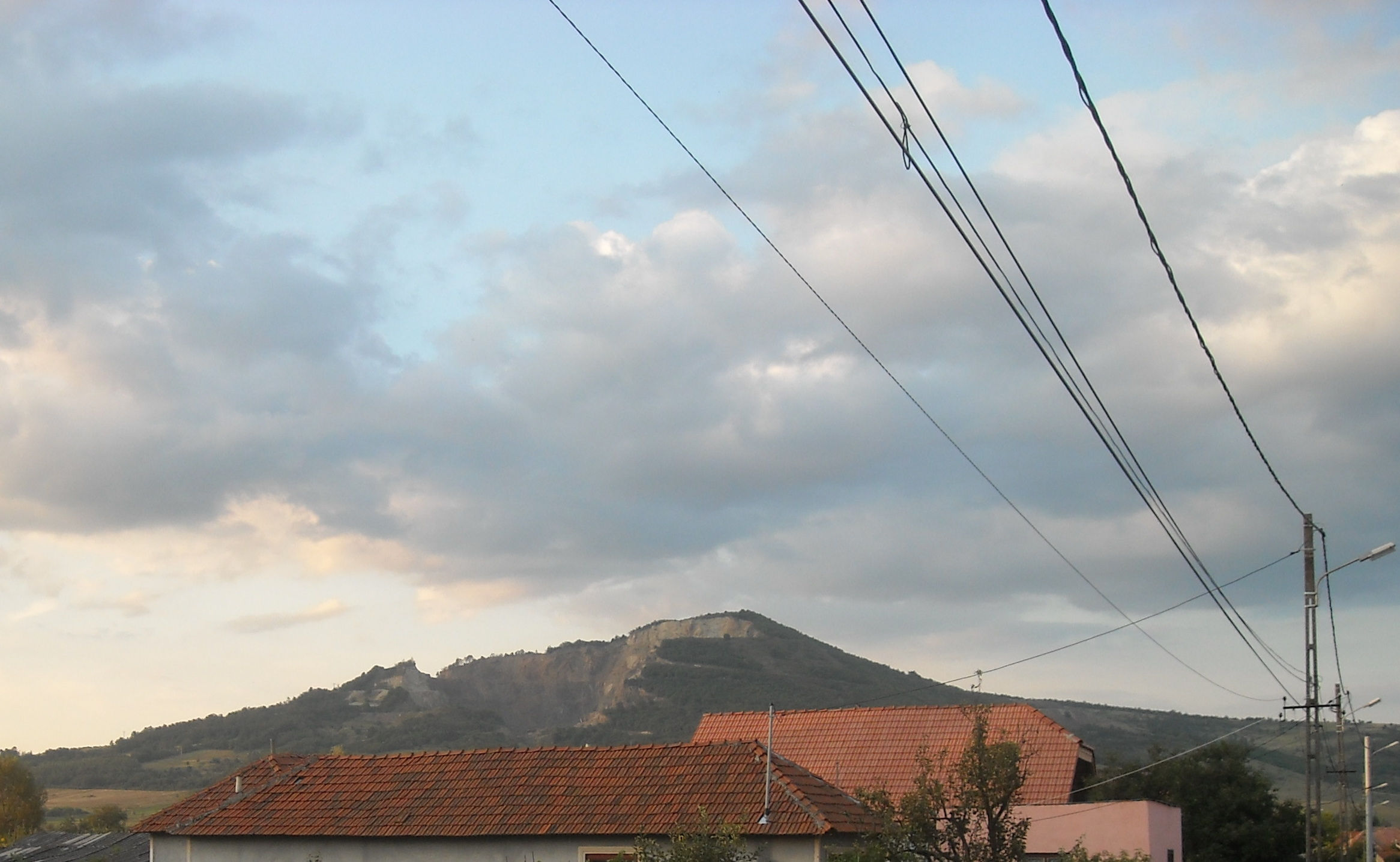
Cariera de andezit
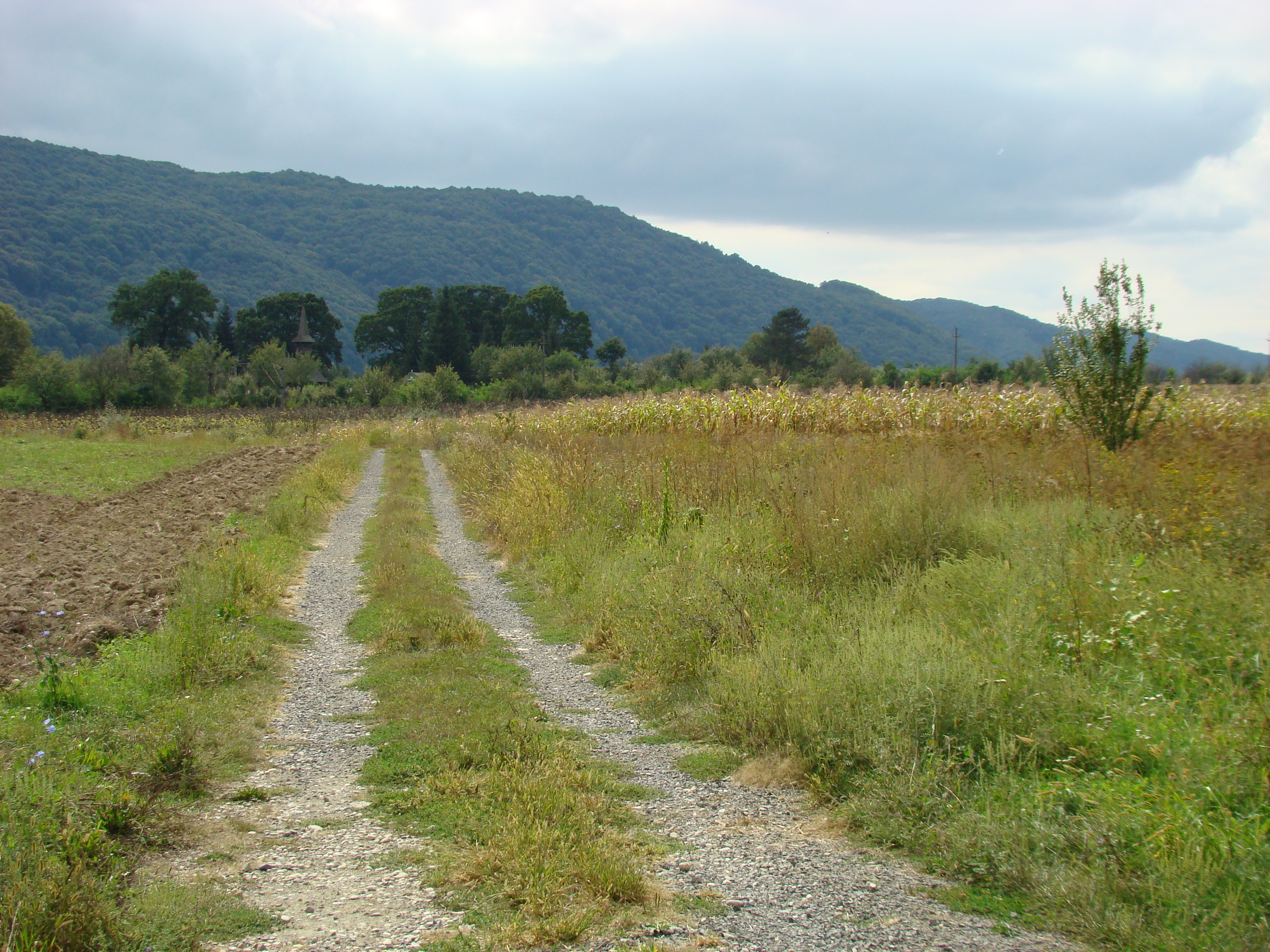
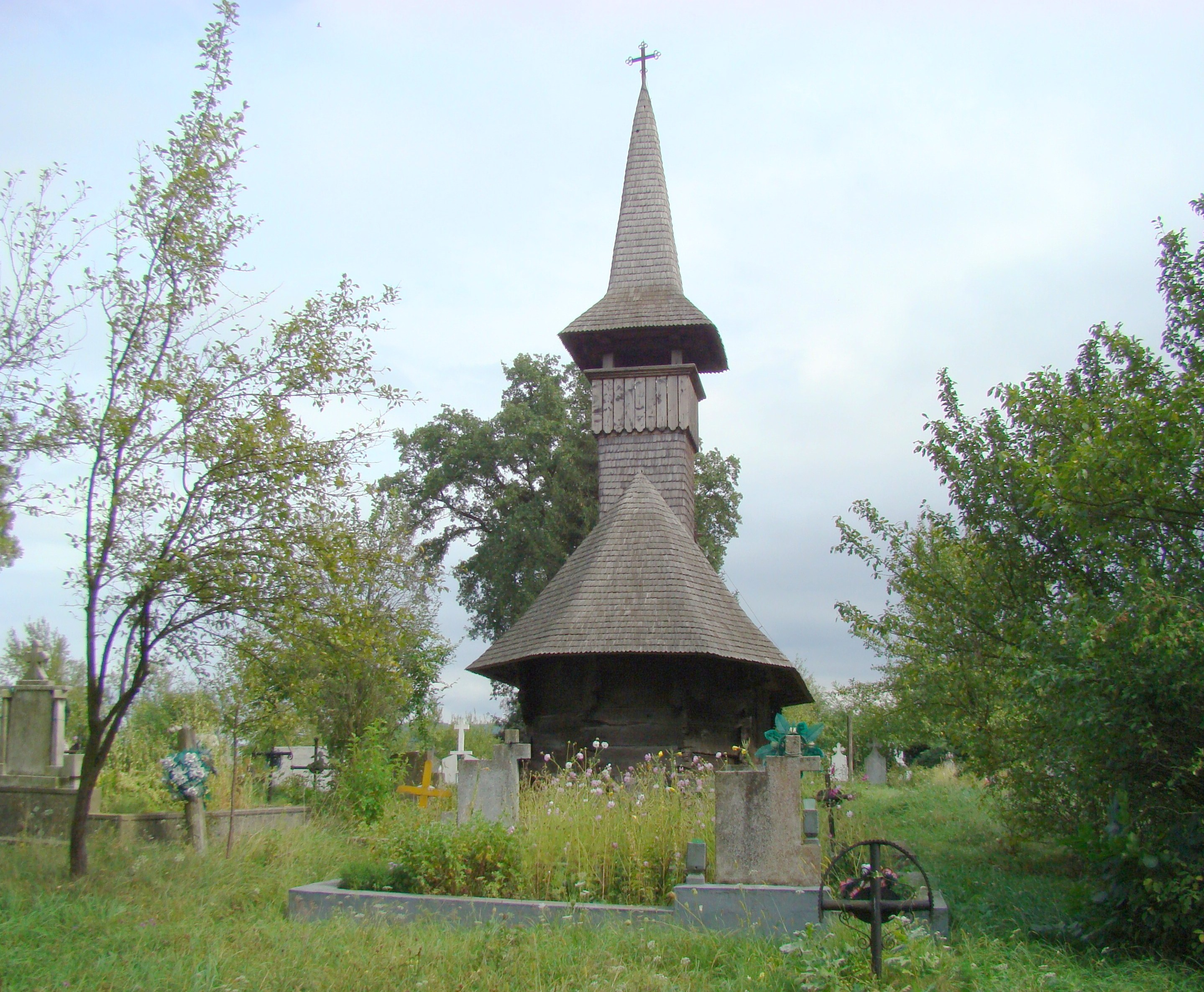
Biserica de lemn (monument istoric)
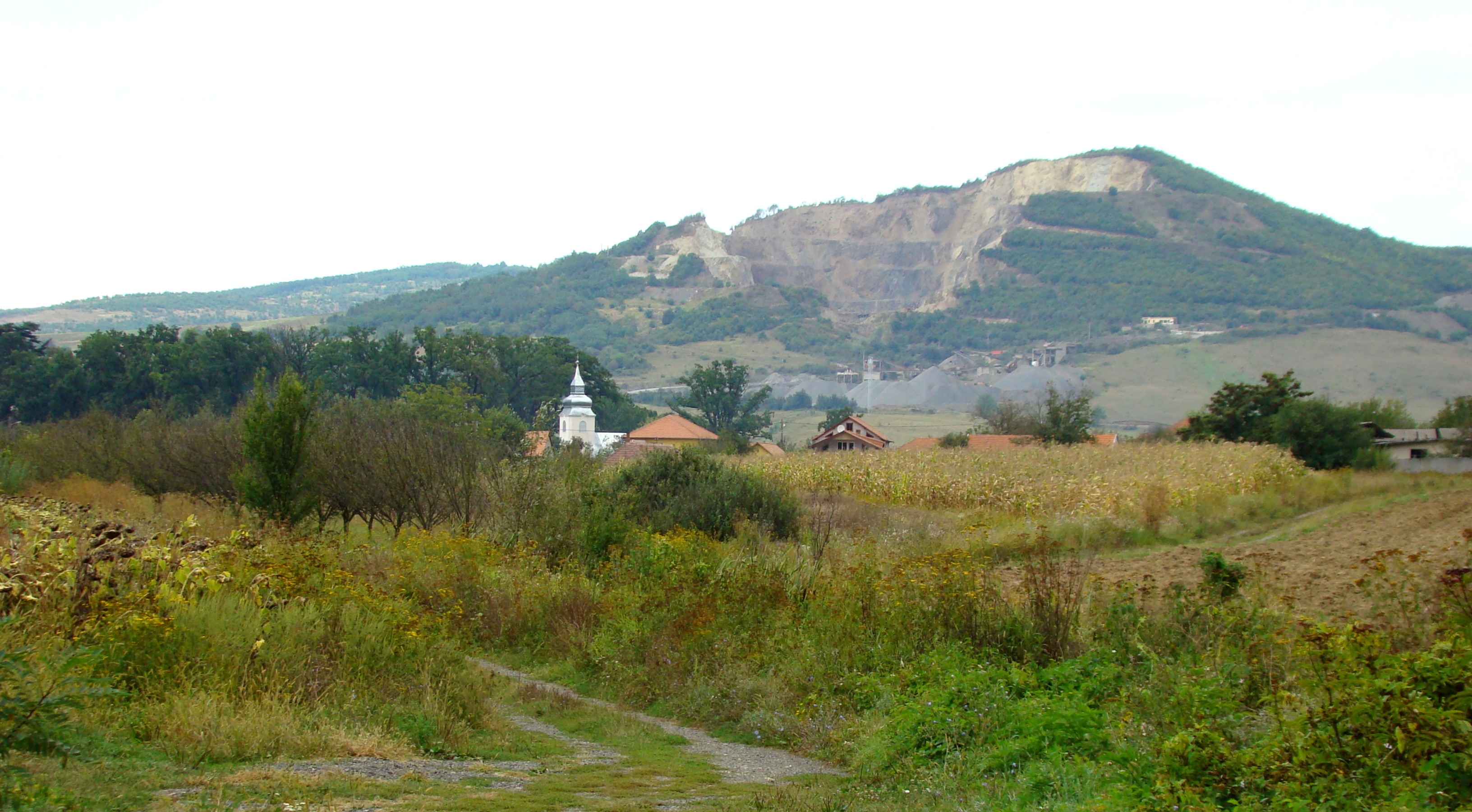
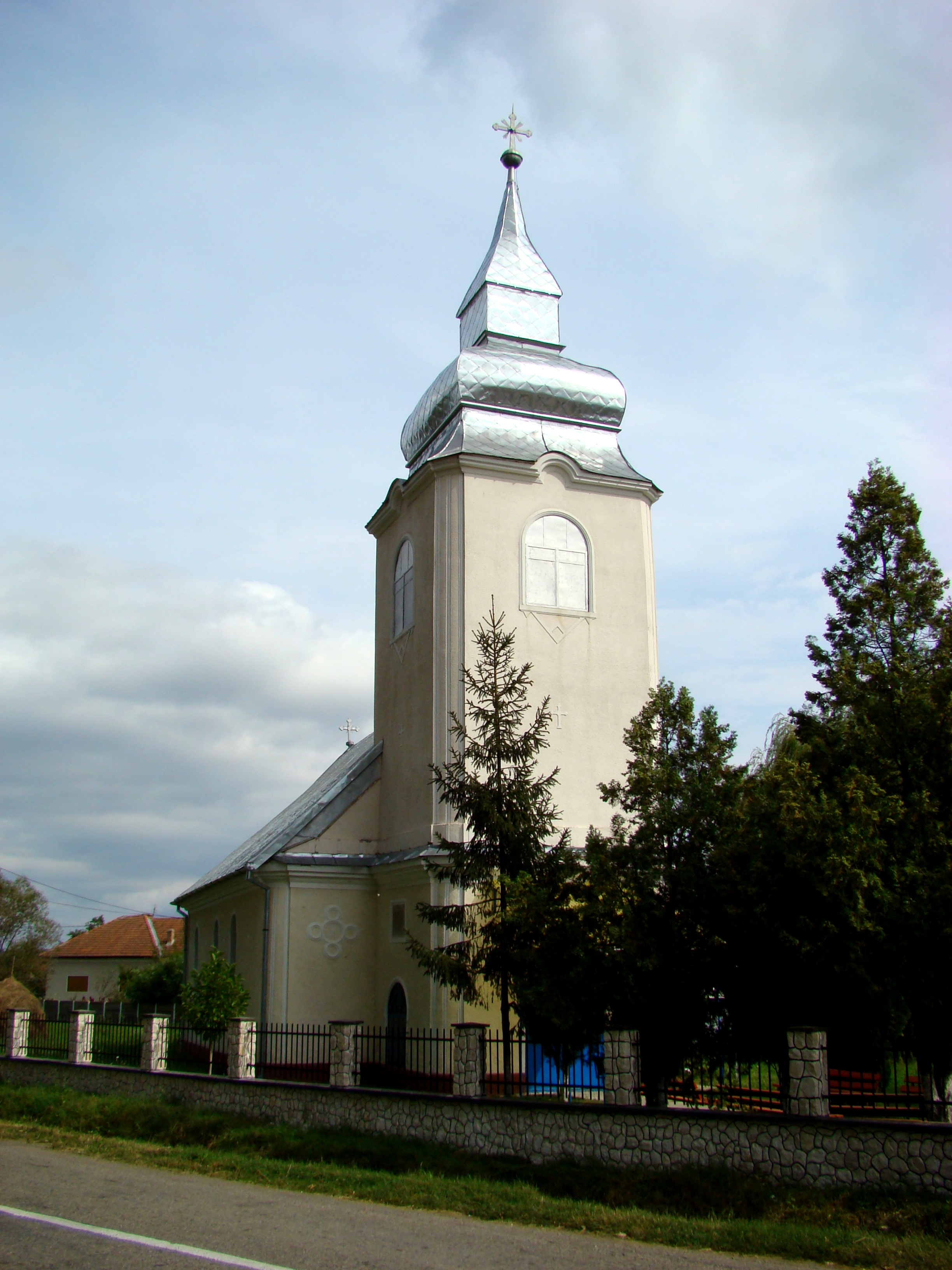
Biserica ortodoxă
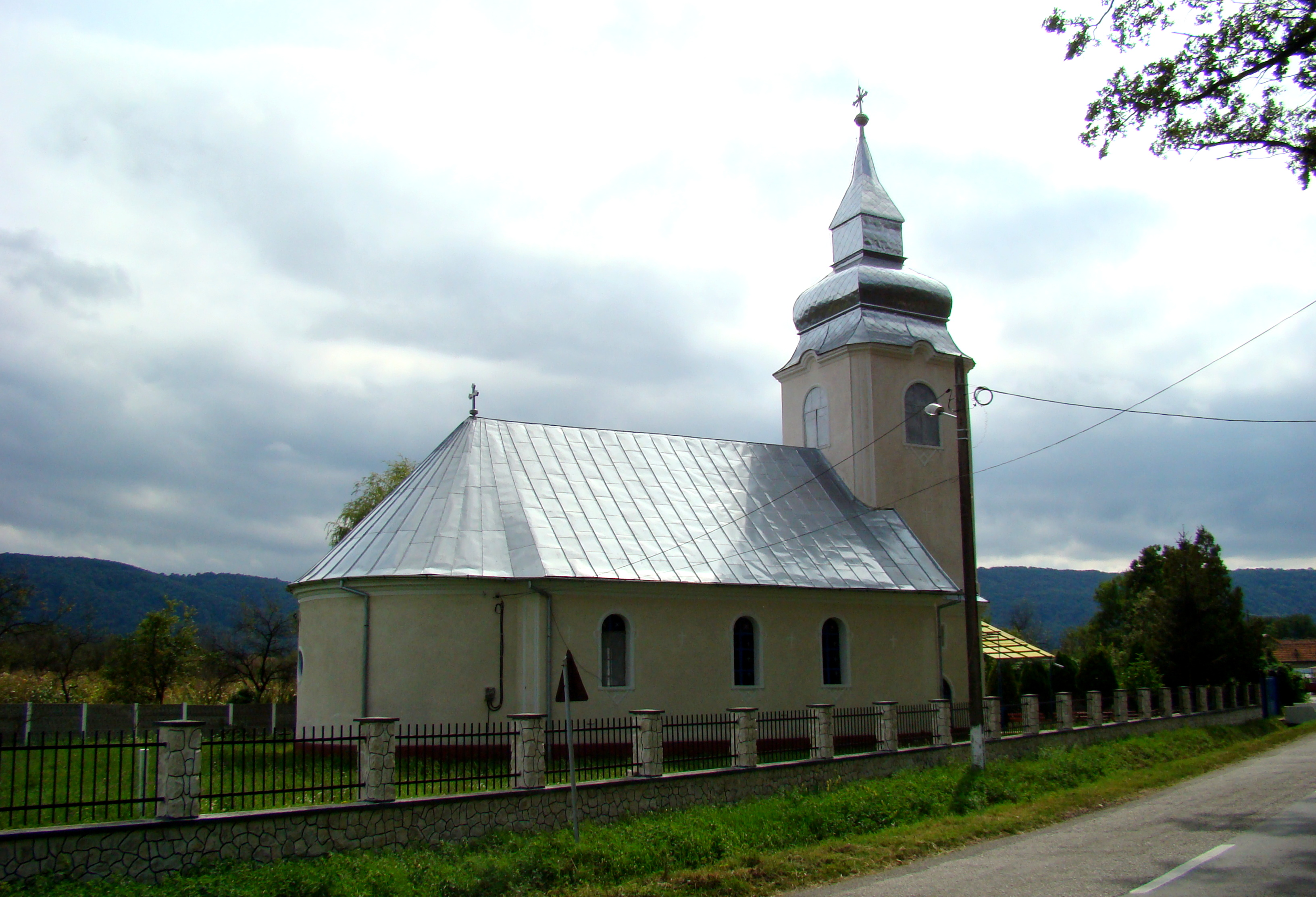
Biserica ortodoxă